# Rue Saint-Rustique
La rue Saint-Rustique est une voie du 18e arrondissement de Paris, en France.

## Situation et accès
La rue Saint-Rustique est une voie publique située dans le 18e arrondissement de Paris. Elle débute au 5, rue du Mont-Cenis et se termine au 2, rue des Saules.
Elle est devenue en 1973 la première rue officiellement piétonne de Paris.

## Origine du nom
Elle doit son nom au voisinage du lieu où, suivant la légende, Denis de Paris et ses compagnons, Rustique et Éleuthère, auraient subi le martyre.

## Historique
C'est la plus ancienne rue de Montmartre, située à son point culminant de la Butte (129 m), sans trottoirs, avec des gros pavés, un ruisseau axial, et bordée de petites maisons. 

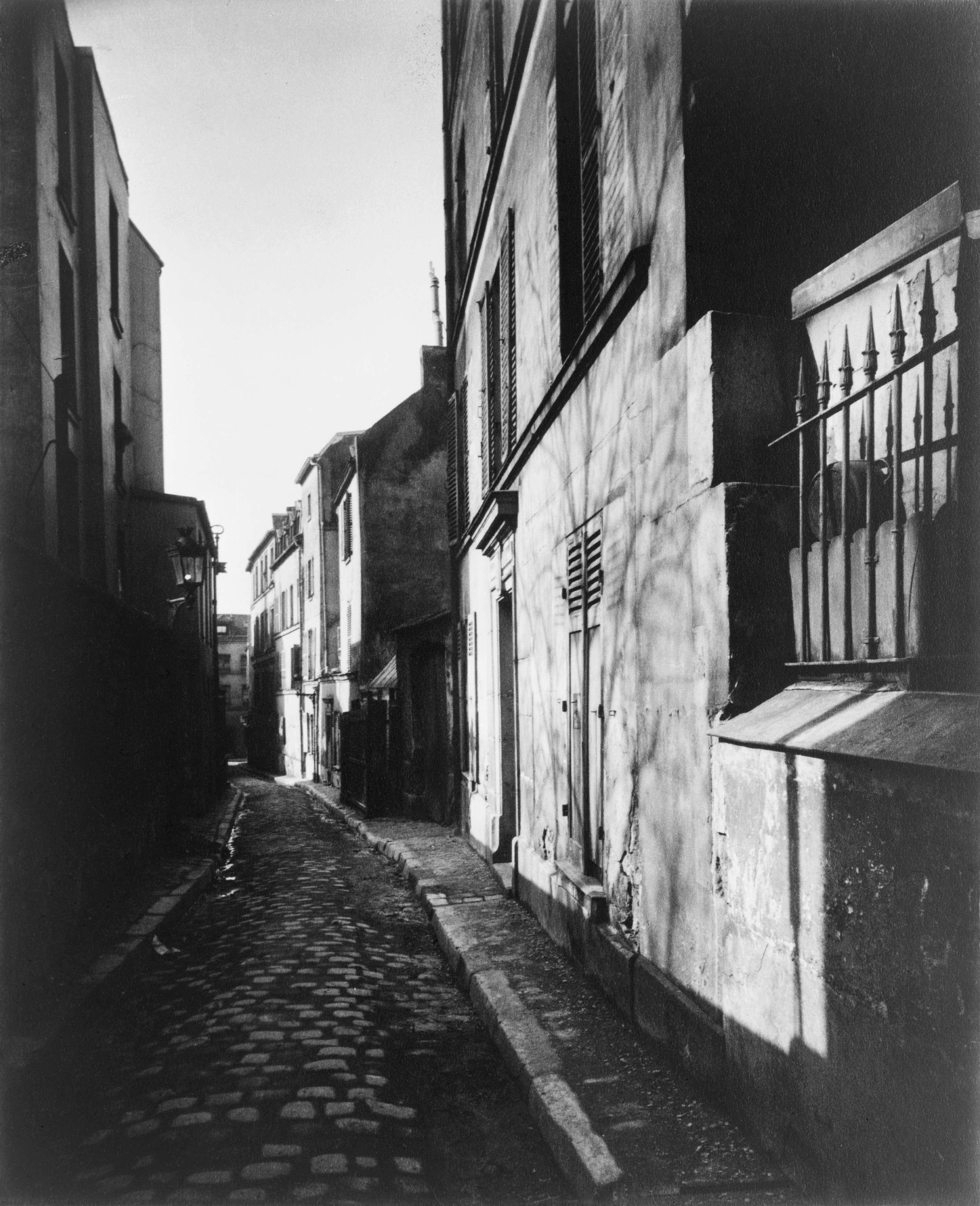
Rue Saint-Rustique dans les années 1920.

Cette rue de l'ancien village de Montmartre, qui existait avant le XIe siècle en tant que sentier, est devenu plus tard une ruelle qui servait de limite entre les seigneuries de Saint-Denis et de Montmartre.
Appelée « rue Notre-Dame » vers 1516, elle est indiquée sur le plan de Jouvin de Rochefort de 1672 à l'état de chemin.
Elle est classée dans la voirie parisienne par un décret du 23 mai 1863 et prend sa dénomination actuelle par un décret du 26 février 1867.
Un décret du 11 août 1867 prévoyait la suppression de cette voie et son remplacement par une autre voie de 12 mètres de largeur avec un tracé un peu différent. Ce décret ne fut pas appliqué.

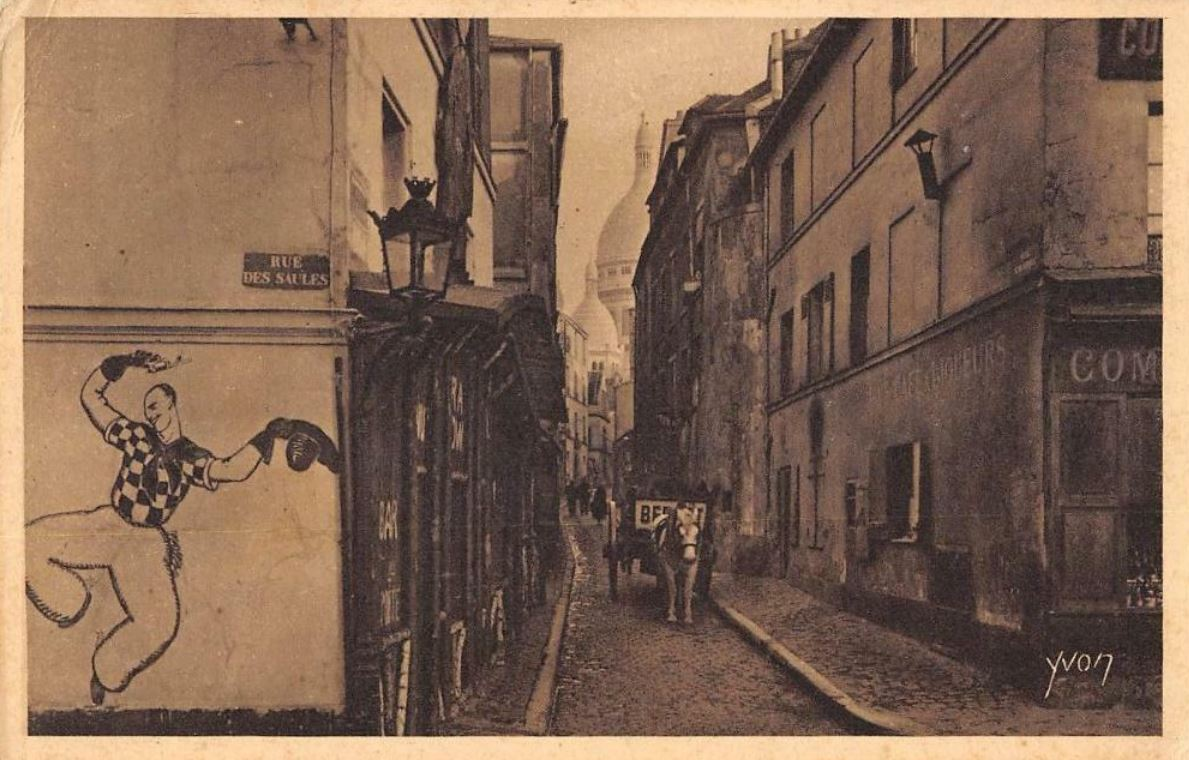
Un graffito rue Saint-Rustique, à l'angle de la rue des Saules.

## Bâtiments remarquables et lieux de mémoire
- No 18 : immeuble du restaurant La Bonne Franquette. Charles Aznavour y vécut dans les années 1950[2].

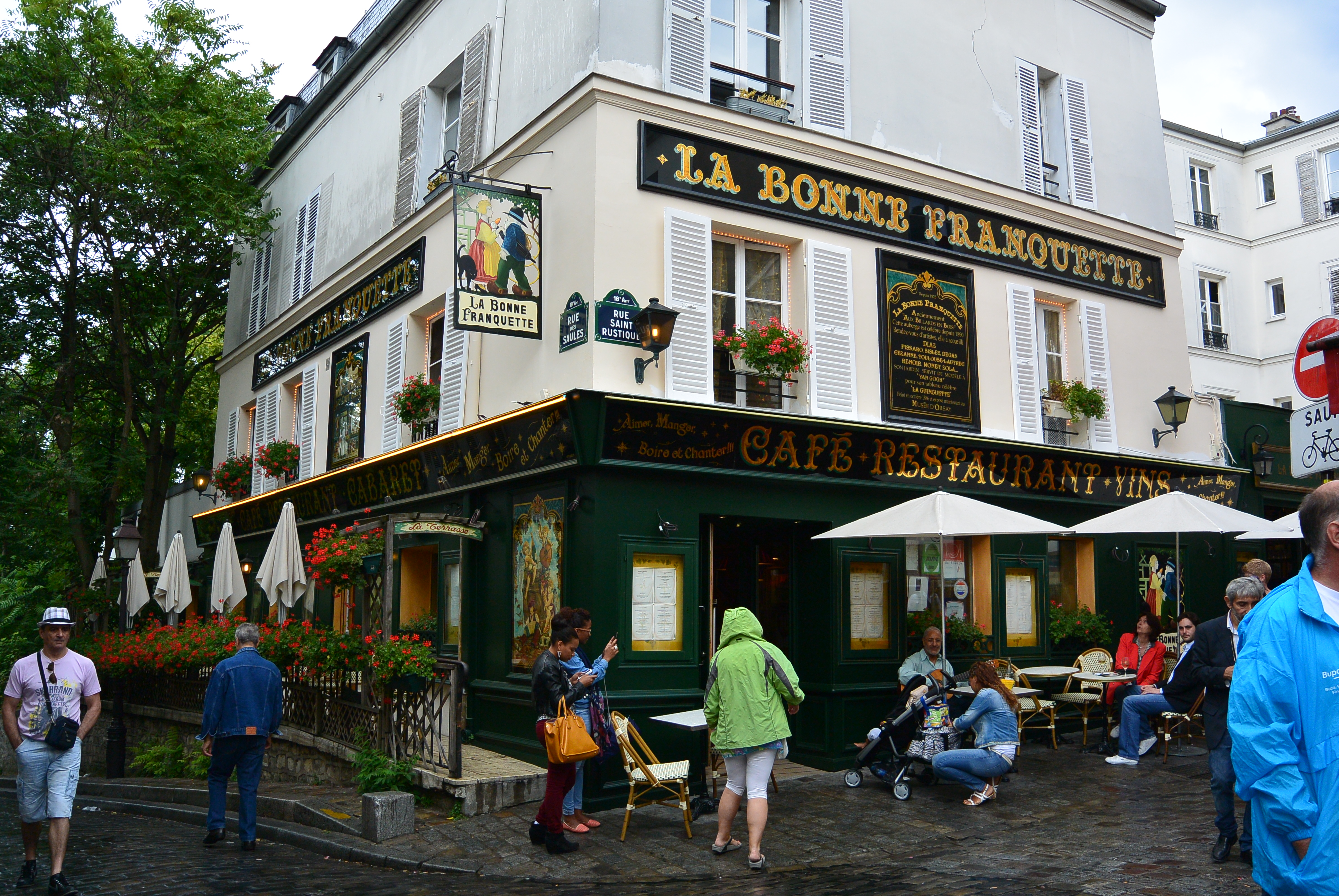
18, rue Saint-Rustique.

## La rue au cinéma
1957 : Drôle de frimousse, où Audrey Hepburn chante "Bonjour Paris"